# Adorable
Gli Adorable sono stati un gruppo musicale inglese formatosi a Coventry nel 1990 e attivo fino al 1994; nel 2019 venne riformato per una serie di concerti.

## Formazione
- Pete Fijalkowski - voce, chitarra
- Robert Dillam - chitarra
- Stephen "Wil" Williams - basso
- Kevin Gritton - batteria

## Discografia

### Album in studio
- 1993 - Against Perfection (Creation Records)
- 1994 - Fake (Creation Records)

### Raccolte
- 2008 - Footnotes 92–94

### Singoli
- 1992 - Sunshine Smile
- 1992 - I'll Be Your Saint
- 1992 - Homeboy
- 1993 - Sistine Chapel Ceiling
- 1993 - Favourite Fallen Idol
- 1994 - Kangaroo Court
- 1994 - Vendetta

### Tributi
- 2018 - Feelings Called Glorious, A Tribute to the Adorable[2]